# SNB MB 1
Der Triebwagen MB 1 wurde von der A/S Svendborg–Nyborg Jernbaneselskab (SNB) für den Betrieb auf der 1897 eröffneten dänischen Privatbahnstrecke Svendborg–Nyborg beschafft.

## Geschichte
Für den Personenverkehr auf der Strecke zwischen Svendborg und Nyborg beschaffte die Gesellschaft zur Einsparung von lokomotivgeführten Zügen 1926 einen vierachsigen Triebwagen mit zwei Drehgestellen. Lieferant war die dänische Lokomotivfabrik Scandia A/S in Randers, das Fahrzeug hatte die Auftragsnummer 2067.

## Technische Ausstattung
Der Triebwagen hatte ein mechanisches Viergang-Getriebe. Er war mit einer Druckluftbremse ausgestattet. Während des Zweiten Weltkrieges von 1941 bis 1945 erhielt er einen Gasgenerator. 1947 erfolgte die Abstellung wegen einer gebrochenen Kurbelwelle.

## DSB MBF (I) 481
Seit der Verpachtung der Bahnstrecke Svendborg–Nyborg 1902 an die Sydfyenske Jernbaner (SFJ) wurden die Fahrzeuge durch die SFJ unterhalten und eingesetzt.
Durch die Übernahme der Sydfyenske Jernbaner am 1. April 1949 durch Danske Statsbaner (DSB) wurden die SNB-Fahrzeuge zur Verwendung an die Staatsbahnen übertragen. Allerdings blieb der Triebwagen im Besitz der SNB und wurden nicht Eigentum der Staatsbahnen. Er erhielt die Baureihenbezeichnung MBF (I) und die Betriebsnummer 481.
Er wurde 1949 bei Scandia modernisiert und war in Fåborg von 1952 bis 1955 im Einsatz. Seine Ausmusterung bei SFJ/SNB erfolgte 1957.

## RHJ M 3
In der Sitzung der Svendborg–Nyborg Jernbaneselskab  am 2. Oktober 1959 in Svendborg, bei der unter anderem der Vorstandsvorsitzende K. Friis Jespersen, der Gemeinderatsvorsitzende  J. K. Møller, der Abgeordnete des Folketing und Aufsichtsratsvorsitzende Sven Horn aus Nyborg und der stellvertretende Vorstandsvorsitzende Bürgermeister C. E. Bjerring aus Nyborg anwesend waren, wurde vereinbart, den Triebwagen für 9000 Kronen an die Randers–Hadsund Jernbane zu verkaufen.
Dort wurde der Triebwagen mit der Nummer RHJ M 3 bezeichnet. Er erhielt einen Sechszylinder-Hercules-Dieselmotor sowie ein neues mechanisches Getriebe. Etwa 1960 erfolgte ein Umbau des Innenraumes, der danach neben einem Postabteil nur noch 69 Sitzplätze und 5 Klappsitze hatte.
Der Triebwagen wurde 1969 ausgemustert und verschrottet.